# Храм Чанчунь
Храм Чанчу́нь (кит. трад. 長春祠, упр. 长春祠, пиньинь Chángchūn cí, буквально: «Храм вечной весны») — мемориальный храмовый комплекс в национальном парке Тароко на Тайване, на территории уезда Хуалянь вблизи города Сюлинь. Одна из важнейших достопримечательностей парка, с видом на горы и водопад, и один из центральных мемориалов для тайваньских ветеранов. Запланирован к постройке в 1958 году во время строительства поблизости Центрального Островного шоссе.
Храм посвящён памяти 212 ветеранов, погибших при строительстве Центрального шоссе острова (1956—1960).
Традиционно образ вечной или долгой весны в названии храма ассоциируется с долголетием и бессмертием, однако название связано с текущим круглый год горным водопадом Чанчунь, над которым возведены постройки храма.